# Signoretia maculata
Signoretia maculata är en insektsart som beskrevs av Baker 1923. Signoretia maculata ingår i släktet Signoretia och familjen dvärgstritar. Inga underarter finns listade i Catalogue of Life.